# Regierung Geens IV
Die Regierung Geens IV war die vierte flämische Regierung. Sie amtierte vom 18. Oktober 1988 bis zum 7. Januar 1992. Ihr gehörten fünf Minister der Christlichen Volkspartei (CVP), drei Minister der Sozialistischen Partei (SP), zwei Minister der Partei für Freiheit und Fortschritt (PVV) und ein Minister der Volksunion (VU) an.

## Zusammensetzung
Dem Kabinett gehörten folgende Minister an:
| Amt | Name                 | Partei | Beginn der Amtszeit | Ende der Amtszeit |
| --- | -------------------- | ------ | ------------------- | ----------------- |
| Vorsitzender der Exekutive und Gemeinschaftsminister für Finanzen und Haushalt                                 | Gaston Geens         | CVP    | 18. Oktober 1988    | 7. Januar 1992    |
| stellvertretender Vorsitzender der Exekutive und Gemeinschaftsminister für Wirtschaft, Mittelstand und Energie | Norbert De Batselier | SP     | 18. Oktober 1988    | 7. Januar 1992    |
| Gemeinschaftsminister für Raumordnung und Wohnungen                                                            | Louis Waltniel       | PVV    | 18. Oktober 1988    | 7. Januar 1992    |
| Gemeinschaftsminister für Soziales und Familie                                                                 | Jan Lenssens         | CVP    | 18. Oktober 1988    | 7. Januar 1992    |
| Gemeinschaftsminister für Arbeit                                                                               | Roger De Wulf        | SP     | 18. Oktober 1988    | 7. Januar 1992    |
| Gemeinschaftsminister für Umwelt, Naturschutz und ländlichen Raum                                              | Theo Kelchtermans    | CVP    | 18. Oktober 1988    | 7. Januar 1992    |
| Gemeinschaftsminister für Kultur                                                                               | Patrick Dewael       | PVV    | 18. Oktober 1988    | 7. Januar 1992    |
| Gemeinschaftsminister für Gesundheit und Brüsseler Angelegenheiten                                             | Hugo Weckx           | CVP    | 18. Oktober 1988    | 7. Januar 1992    |
| Gemeinschaftsminister für Bildung                                                                              | Daniël Coens         | CVP    | 18. Oktober 1988    | 7. Januar 1992    |
| Gemeinschaftsminister für innere Angelegenheiten und den Öffentlichen Dienst                                   | Luc Van den Bossche  | SP     | 18. Oktober 1988    | 7. Januar 1992    |
| Gemeinschaftsminister für öffentliche Arbeiten und Kommunikation                                               | Johan Sauwens        | VU     | 18. Oktober 1988    | 7. Januar 1992    |